# Hace tiempo pasó un forastero
Hace tiempo pasó un forastero é um filme de curta-metragem lançado em 2008 na Espanha.

## Elenco
- Íñigo Navares ..... Pedro (criança)
- José Luis Díaz
- Elvira Minguez
- Nancho Novo
- Manolo Solo
- Oriol Vila